# Baltijsk rajon
Baltijsk rajon (russisk: Балти́йский райо́н, tr. Baltíjskij rajon) er en rajon (distrikt) i Rusland.
Baltijsk rajon er en af de 13 rajoner i Kaliningrad oblast, der er en russisk eksklave mellem Polen og Litauen. Rajonen er beliggende i den sydvestlige del af oblastet på den yderste spids af halvøen Samland. Den har et areal på 101 km2
og et indbyggertal på 29.289 (2024) indbyggere. Hovedbyen er byen Baltijsk.

## Eksterne links
- Wikimedia Commons har flere filer relateret til Baltijsk rajon